# モンゴル帝国帝位継承戦争
モンゴル帝国帝位継承戦争（モンゴルていこくていいけいしょうせんそう、1260年 - 1264年）は、モンゴル帝国の第4代ハーンモンケの死後に、その兄弟クビライおよびアリクブケが共にハーン継承を宣言し、2人のハーンが並立する分裂状態となったことにより勃発した内戦。当初はアリクブケが優勢だったが、最終的にはクビライが勝利を収め、名実共に第5代ハーンとなった。
古来「アリクブケの乱」と呼ばれてきたモンゴル帝国の内戦を、歴史理論学の立場から言い換えた現代的表現である。『集史』を始めとするペルシア方面で書かれた多くの史書がアリクブケをカアンの一人として扱っており、開戦当初はジョチ家・チャガタイ家などほとんどの帝国の構成員がアリクブケを支持する立場をとったことを示す資料が数多く残っている。「アリクブケの乱」という名称はあくまで勝者のクビライとその子孫らによる自己正当化のための呼称である。

## 背景
1251年に即位したカアン・モンケの下、東西での2大遠征が決定された。クビライによる南宋侵攻（クビライの南征）とフレグによる西アジア遠征（フレグの西征）である。
しかしこのうち、漠南漢地大総督に任命されたクビライは南宋を侵攻するにあたって、正面攻撃による短期決戦を避け、大理遠征を行うなど長期戦の構えを明らかにすると、皇帝モンケはこれに不満を持ち、一時クビライを更迭するなどし、自ら南宋侵攻の指揮を執ることにした。
しかし四川方面から南宋に侵攻しようとしたモンケは、合州の釣魚城を攻囲する最中軍陣内で1259年8月11日に急死した。『元史』を見る限りモンケが後継者を指名した記述はなく、また生前のあまりにも峻烈な強権政治のため、内部の結束を失いつつあったモンゴル帝国は建国以来最大の内戦に直面することとなる。

## 経緯
モンケが死去した際、後継者候補は大別してモンケの弟たち（クビライ、フレグ、アリクブケら）とモンケの遺児（バルト、アスタイ、シリギら）の二つの集団があったが、このうちモンケの諸子は若すぎるゆえ除外され、またフレグも当時遠くイランの地にて遠征しており、距離的な原因から除外された。結局最有力候補はクビライとアリクブケに絞られるが、正当性（遊牧民の末子相続の風習）的な視点からも、立ち位置（当時アリクブケは帝国の本拠地たるモンゴル高原にあり、クビライは中国に遠征中だった）的な視点からもアリクブケ派が優勢であった。それと対照的に、クビライはかつてモンケと南宋侵攻の方針で対立した上、モンケの旧臣や遺児たちもこぞってアリクブケを支持したため、クビライは圧倒的に不利な状況にあったとされる。
しかし多くの者がクビライの性急な北還を予想している中で、クビライはあえて南進を続け、鄂州を攻め始めた（鄂州の役）。これには急いで北還することで配下の軍、特に漢人部隊が離散することを防ぐため、そしてあえて南宋遠征軍全体の殿軍を務める形をとることで、モンケの死により散り散りになった諸将を味方に引き入れるという目的があった。結果的にこの狙いは見事に的中し、遠征途上にあったモンゴル軍の諸将は続々とクビライの下に結集し、特に東方三王家の軍を率いるタガチャルがクビライの陣営に入ったことで、日和見を決め込んでいた多くの軍団もクビライ軍に合流した。クビライは、金蓮川（開平）のチャブイからの密使から、金蓮川のアラムダール（阿藍答児）と燕京のドルジ（脱里赤）が民兵の徴集を開始しており、至急北還するよう催促された。ここに至ってようやくクビライは全軍に北還を命じた。また、敵中で孤立しかかっていたものの、クビライの南下によって助かったウリヤンカダイ軍も途中で参加し、1260年、クビライは本拠地、金蓮川でクリルタイを開き、皇帝（カアン）即位を一方的に宣言した。一方、アリクブケ側はなまじ正当性があったが故にかえって積極的に行動を起こすことができず、クビライの即位を聞くとそれにせき立てられるようにして、こちらもクリルタイを開きカアンに即位した。
こうして、帝国始まって以来初めてカアンが2人並び立ち、相争うことになったが、クビライ側に就いた将兵の多くがこの戦争に自分たちの未来を賭けており、戦意旺盛だったのに対し、アリクブケ側はただモンケ以来のカラコルム政権に逆らわなかっただけという者が多く、戦意に乏しかった。その上、もともとフレグの西征、南宋侵攻という2大遠征でモンゴル高原の兵力はさして多くなく、またクビライが華北農耕地帯の豊かな物資を背景にカラコルムへの輸出を差し止めるという経済封鎖を行ったため、初戦からクビライ側が優勢だった。シムルトゥ・ノールの戦いにも敗れたアリクブケは窮余の策として、アルグをチャガタイ家に派遣し、糧秣をカラコルムに送るように命じたが、アルグはチャガタイ家領に入るとアリクブケに反旗を翻し、アリクブケは東西から挟まれる形となった。
追い詰められたアリクブケは、チャガタイ家の本拠地であるイリ渓谷を攻めて占領した。ここでアリクブケは頽勢挽回を図るはずであったが、捕虜にしたチャガタイ家の人間を殺してしまうという致命的なミスを犯してしまう。もともとモンゴル軍は敵に対しては容赦がなかったが、「モンゴル」と呼ばれる帝国支配層に組み込まれた集団の成員が同じ「モンゴル」成員を殺すということはほとんどなく、それによって強い結束を保っていた。この処置に部下たちの多くはアリクブケを見限り、また明らかに劣勢なアリクブケを救おうという勢力はなく、アリクブケは孤立無援に陥った。
1263年、イリ渓谷で飢饉が起こると、アリクブケ軍は完全に解体し、翌1264年にアリクブケはクビライに降伏、足かけ4年にわたる帝位（カアン位）継承戦争は終結した。